# 남극의 영유권 주장 목록

남극의 영유권과 그 주장 국가들
노르웨이
뉴질랜드
아르헨티나
오스트레일리아
영국
칠레
프랑스

현재 총 일곱 국가가 남극을 여덟 개의 영토로 나누어 영유권을 주장하고 있는 상태이다. 이 국가들의 영유권 주장 이유로는 남극의 자국 영토에서 과학적인 관측 목적이나, 조사 등의 목적이 있다.
1961년 이전부터 7개의 주권 국가들은 남위 60도 이하의 남극에 위치한 영토의 영유권을 주장하기 시작했다. 이러한 영토는 각자 자신의 영유권을 주장하는 나라들 사이에서 상호적으로 인정받는다. 페테르 1세 섬을 제외한 모든 영토는 부채꼴 모양이며, 토착민 인구가 거의 없다.
사우스오크니 제도는 아르헨티나와 영국이 영유권을 주장하고 있으며, 사우스셰틀랜드 제도는 아르헨티나, 칠레, 영국이 영유권을 주장하고 있는 상태이다. 영국, 프랑스, 오스트레일리아, 뉴질랜드, 노르웨이는 자신들이 주장하는 영토가 겹치지 않는다는 내에서 서로 인정한다. 1962년 이전부터 영국령 남극 지역은 사우스조지아 사우스샌드위치 제도와 같이 있던 포클랜드 제도에 속하면서 영국의 영토가 되었다. 이후 남극 지역은 남극 조약을 맺음에 따라 해외 영토에서 제외되었다. 사우스조지아 샌드위치 제도는 1985년 남극과 같이 해외 영토에서 제외될 때까지 포클랜드 제도에 속한 채로 남아있었다.

## 역사

### 스페인 제국의 주장

역사상 최초로 남극 일대에 영유권을 주장한 스페인 제국의 테라 아우스트랄리스 총독령 (1539년~1555년). 이후 칠레 총독령의 영토로 병합되었다.

특정국이 남극에 처음 영유권을 주장하게 된 것은 16세기 스페인 제국에 의해서였다. 스페인 국왕은 아르헨티나와 칠레의 영토를 차지하고 있다는 점에 근거, 바다 건너 남극에도 영유권을 주장하였다.
1539년 스페인의 카를로스 1세는 마젤란 해협 이남의 모든 영토 (테라 아우스트랄리스와 티에라델푸에고 제도는 물론 남극 전 대륙에 달하는 영토)를 '테라 아우스트랄리스 총독령'으로 설정하였다. 총독령의 동쪽과 서쪽 경계는 토르데시야스 조약과 사라고사 조약에 기반하여 포르투갈 왕국과 나누도록 되어 있었다. 초대 총독직 (카피툴라시온)에는 정복자 페드로 산체스 데 라 오스가 임명되었다. 데 라 오스 총독은 1540년 정복자 페드로 데 발디비아에게 총독직을 인계하였으며, 1555년에는 테라 아우스트랄리스 총독령이 칠레 총독령과 통합되었다.
이러한 역사적 사실에 기반하여 아르헨티나와 칠레는 당시 남극의 스페인 영토에 점유의사 (animus occupandi)가 존재했다고 본다. 스페인의 남극 영토 점유는 1493년 교황 자오선 칙령과 1494년 토르데시야스 조약 체결로 국제적으로도 공인되었다는 것이 두 국가의 입장이다. 또 이들 조약은 당시 해당안건에서 가톨릭 교회가 공인된 중재에 나섰으며 합법적인 국제 조약으로 간주된다고 본다. 이러한 시각은 두 국가의 최남단 영토와 마주한 남극 지역의 영유권 주장과도 맞물려 있다.
스페인은 오늘날 남극에 영유권을 주장하고 있지 않고 있으며, 사우스셰틀랜드 제도에 하계 연구기지 2곳 (가브리엘 데 카스티야 기지, 후안 카를로스 1세 기지)만을 운영중에 있다.

### 대영제국의 주장
대영제국은 1833년 남대서양의 포클랜드 제도에 대한 주권 행사를 재확인하고 지속적으로 군대를 주둔시켰다. 이윽고 1908년 영국 정부는 영유권 주장을 남극 일대로 확대하였는데 "남위 50도선 이남의 남대서양에 위치한 사우스조지아섬, 사우스오크니 제도, 사우스셰틀랜드 제도, 샌드위치 제도, 남극 대륙의 남위 50도선 이남 서경 20도~서경 80도에 해당되는 그레이엄스 랜드"를 자국의 영토로 선언하였다. 이들 영토는 포클랜드 제도 총독이 관할하는 포클랜드 제도 속령 (Falkland Islands Dependencies)으로 이름하고 그 대표부는 포클랜드 제도 스탠리에 두었다.
1917년 영국 정부는 영토 선언을 개정하여 남극의 영유권 주장을 남극점까지 확대, 오늘날 영국령 남극 지역에 해당되는 모든 영토에 영유권을 선언하게 되었다. 당시 규정에는 섬 이름을 특정하지 않고 "남위 10도선 이남 서경 20도~서경 50도 이내에 위치한 모든 섬과 영토, 남위 58도선 이남 서경 50도~서경 80도 이내에 위치한 모든 섬과 영토"라는 새 정의가 담겼다. 당시 레오폴드 애머리 (Leopold Amery) 영국 식민장관은 남국 대륙 전체를 대영제국의 영토로 만드는 야망을 품고 있었다. 애머리 장관은 호주와 뉴질랜드 총독에게 보낸 각서에서 "칠레와 아르헨티나, 척박한 프랑스령 도서 지역을 제외하고... 궁극적으로 남극 전체를 대영제국에 편입시키는 것이 바람직하다"고 밝혔다.
1923년 7월 30일 영국 정부는 1887년 영국 식민법에 의거한 추밀원칙령을 공포하고, 남극의 새 영토로 '로스 속령'으로 설정하였다. 그 경계는 "남위 60도 이남 동경 160도~서경 150도 이내 모든 섬과 영토로 이루어진다"고 정의하였다. 이와 함께 뉴질랜드 총독 겸 최고사령관이 로스 속령의 총독을 겸임하도록 하였다. 1930년 영국은 또다른 새 영토로 '엔더비 랜드' (Enderby Land)를 설정하였다.
1933년에는 남위 60도 이남 동경 160도~동경 45도 일대 영토의 영유권을 오스트레일리아 정부에 이관하였으며 오스트레일리아령 남극 지역으로 이름하게 되었다. 이에 앞서 영국은 1931년 웨스트민스터 헌장 제정으로 오스트레일리아와 뉴질랜드 정부에 주권을 부여하였으나, 두 국가의 총독이 남극 영토의 총독을 겸임하는 권한은 변함없이 유지되었다.

### 유럽 국가들의 주장

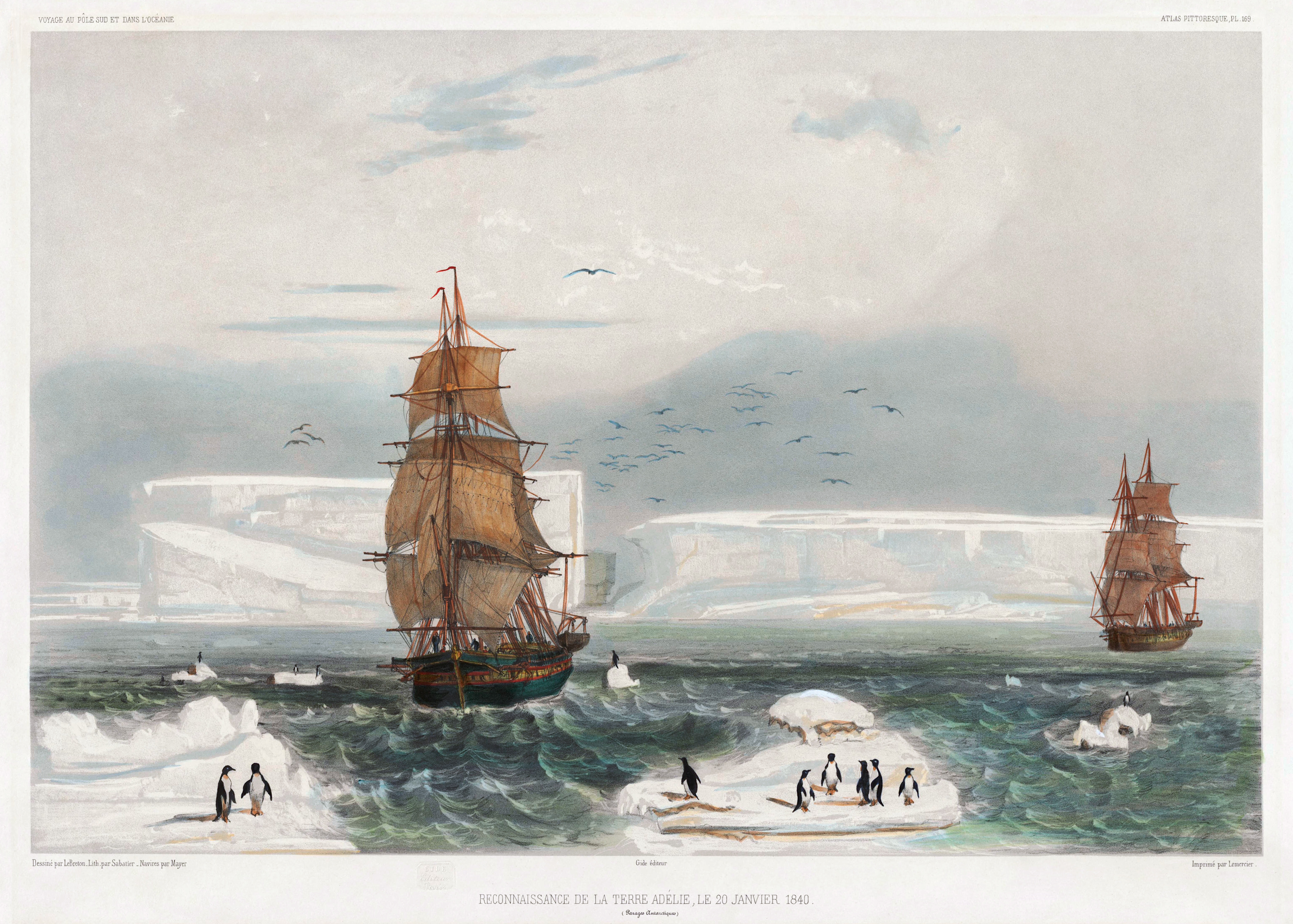
1840년 쥘 뒤몽 뒤르빌의 남극 탐험 당시의 모습. 뒤르빌은 이 일대를 프랑스 영토로 선언하고 아델리랜드라 이름하였다.

프랑스 제국은 자신들의 영유권을 주장하는 남극 영토를 아델리랜드로 명명하였다. 이는 1840년 1월 프랑스 탐험가 쥘 뒤몽 뒤르빌이 남극 해안선을 발견하고, 프랑스 국기를 세워 프랑스의 영토로 선언한 사실에 따른 것이다. 뒤르빌은 영토의 이름을 자신의 아내인 아델 (Adèle)에서 따왔다.
한동안 타국의 영유권 주장을 신경쓰지 않던 영국은 1938년에 이르러 프랑스의 영유권 주장을 인정하고 오스트레일리아령 남극 지역과 아델리 랜드 사이의 경계를 최종적으로 확정지었다. 영국의 타협은 노르웨이 포경업자들의 이해관계에 악재로 작용하였는데, 남극 포경기지에 대한 영국 측의 과세를 피할 수 없을 뿐더러 남극의 상업활동에서 배제될 것이라는 우려로 이어졌다. 이러한 분위기는 남극에서 활동하는 포경선들의 선주였던 라스 크리스텐슨도 공감하게 되었으며, 남극에 노르웨이 영토를 확보하고 기지를 설립함으로서 더 좋은 특권을 쟁취하자는 차원에서 자국의 남극 탐험에 대표 후원자로 나서게 되었다.
1929년 닐스 라센과 올라 올스타가 이끄는 노르웨이 탐험대가 지금의 페테르 1세 섬에 도달하고 노르웨이의 영토로 선포하였다. 페테르 1세 섬은 1931년 3월 6일 노르웨이 왕실령으로 영유권을 공식 선언하였으며, 1933년 3월 23일에는 노르웨이의 속령으로 선포되었다. 같은해 1929년 얄마르 리세르라센과 핀 뤼초홀름이 이끄는 탐험대가 섬 인근의 본토 일대를 노르웨이 웨일스 공녀 모드의 이름을 따서 '퀸모드랜드'로 명명하였다. 퀸모드랜드는 1930년~1931년 노르베지아 탐험대의 후속 조사가 이어졌으며 1938년 영국 정부와의 협상을 통해 서쪽 경계를 서경 20도로 확정하였다.

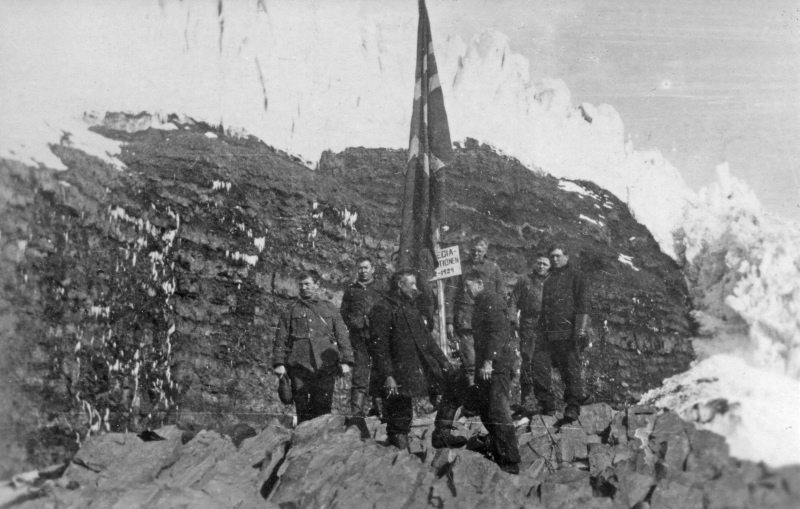
1929년 페테르 1세섬에 상륙한 노르웨이 탐험대

이러한 노르웨이의 영유권 주장에 미국, 칠레, 소련, 독일이 나서 이의를 제기하였다. 독일은 1938년 알프레트 리처 대장이 이끄는 독일 남극 탐험대를 파견하여 남극 대륙을 최대한 많이 탐험하는 비행에 나서도록 하였다. 1939년 1월 19일 슈바벤란트호 (Schwabenland)가 남극 해빙에 도달하면서 탐험대는 본격적인 남극 비행에 나섰다. 총 35만km²에 이르는 영역을 항공사진으로 촬영하고, 매 26km마다 나치 문양이 새겨진 화살을 떨어뜨리는 작업을 반복하였다. 그러나 해당 지역의 집중적인 조사에 나섰음에도 불구하고 공식적인 영유권 주장이나 영구기지 건설은 이뤄지지 않았다. 따라서 독일이 설정한 영유권인 '노이슈바벤란트'는 한때의 분쟁 대상일 뿐, 오늘날에는 정식 영유권으로 고려되지 않고 있다.
독일 탐험대가 남극에 도달하기 닷새 전인 1939년 1월 14일에는 노르웨이가 왕실 칙령을 공포하며 퀸모드랜드의 합병을 선언하였다. 서쪽으로는 포클랜드 제도 속령, 동쪽으로는 오스트레일리아령 남극 지역에 이르는 영역에 주권을 행사하기로 한 것이다. 노르웨이가 퀸모드랜드를 합병한 것은 남극 일대를 거점으로 포경산업의 활로를 확보하기 위해서였다. 1948년 노르웨이와 영국은 퀸모드랜드에 대한 노르웨이의 영유권 주장을 서경 20도~동경 45도로 제한하고, 브루스 코스트와 코츠랜드를 노르웨이 영토로 편입하기로 합의하였다.

### 남미 국가들의 주장

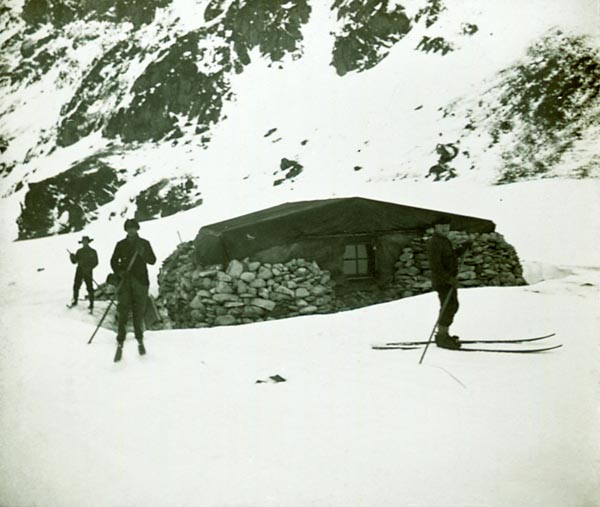
1904년 남극 대륙 최초의 영구기지였던 영국 스코틀랜드 국가 남극 탐험대의 오몬드 하우스가 아르헨티나에 매각되었다.

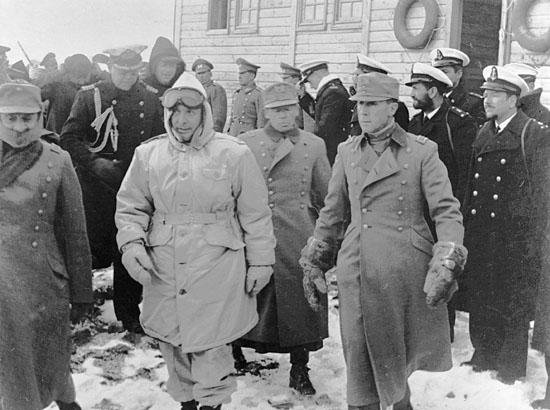
남극을 방문한 가브리엘 곤살레스 비델라 칠레 대통령. 비델라 대통령은 사상 처음으로 남극을 방문한 국가원수로 기록되었다.

19세기 초 스페인으로부터 독립한 남아메리카 국가들은 국경선 신성의 원칙 (uti possidetis iuris)에 따라 국경을 설정하였다. 이 가운데 칠레와 아르헨티나는 1493년 교황 자오선 칙령과 1494년 토르데시야스 조약을 근거로 남극에도 국경선 원칙을 적용하였다. 상술했듯 두 국가는 당시 공인된 가톨릭 교회의 중재로 합법적인 국제 조약이 이루어졌다는 논리를 내세운 것이었다.
20세기 들어 영국과 노르웨이 등 외세의 남극 침범은 칠레와 아르헨티나로 하여금 최인접국으로서 엄청난 불안감을 안겨주었다. 이윽고 제2차 세계 대전이 발발하면서 유럽 대륙이 혼란에 빠진 틈을 타, 칠레의 페드로 아기레 세르다 대통령은 영국이 영유권을 행사하던 영역에 대해 칠레령 남극 지역을 설정할 것을 선포하였다.
아르헨티나의 남극 진출은 비교적 일찍부터 이루어졌다. 1903년 영국 스코틀랜드 국가 남극 탐험대의 윌리엄 S. 브루스 박사가 로리섬에 세운 기상관측 기지를 1904년 아르헨티나 정부에서 매입하여, 남극 일대 도서지역을 처음으로 영구 점령하는 계기를 마련하였다. 당시 브루스 박사는 아르헨티나 정부에 탐사 연구에 계속 활용할 수 있도록 한다는 조건으로 단돈 5,000페소에 관측기지와 장비를 이전하겠다고 제안하였다. 아르헨티나 주재 영국 공사관 특사였던 윌리엄 해거드도 아르헨티나 외무장관 호세 A. 테리에게 브루스의 조건부 계약 제안서를 승인하는 서한을 전달하였다.
1906년 아르헨티나는 사우스오크니 제도에 영구 과학기지인 오르카다스 기지를 세우겠다고 국제 사회에 통보하였다. 그러나 해거드 특사는 사우스오크니 제도는 영국령이라는 점을 상기시키는 것으로 대응하였다. 영국 측의 입장은 앞으로 1년 동안만 아르헨티나 측의 출입을 허가한다는 것이었다. 이에 아르헨티나 정부는 1913년부터 사우스오크니 제도의 양도 여부를 놓고 영국 정부와의 협상에 나섰으나 실패로 돌아갔고, 아르헨티나는 섬 내에 표지석과 국기 등을 세우는 등 일방적인 영유권 확립 시도에 나서기도 하였다.
독일 탐험대의 활동과 더불어 남미 국가들도 남극 대륙 공략에 나서자 1943년 영국 해군부와 영국 식민지부는 아르헨티나·칠레의 침략에 맞서 영국의 영유권 주장을 재확인하고, 남극에 영구적인 영국 영토를 확립하기 위한 타바린 작전을 개시하였다. 이러한 움직임은 종전 후 남극 대륙에서 미국이 어떠한 활동을 벌일지 모른다는 영국 외무부의 우려에서 비롯된 것이기도 하였다. 내부의 계산은 이러했고 외부적으로는 전쟁 중에 적들이 남극에 진출하는 것을 저지할 필요가 있다는 명목을 내세웠다. 실제로 독일 해군은 외딴 섬을 가지고 상선과 보급선, 유보트의 접선처와 피난처로 활용하는 것으로 알려져 있었으며, 1941년 일본이 태평양 전쟁을 일으키자 포클랜드 제도를 점령하여 군사기지로 쓰거나 아르헨티나에 넘겨 추축국의 정치적 이득과 영국의 남극 진출 차단을 꾀할 수 있다는 우려도 존재하였다.
우선 1943년 영국 해군 HMS 카나본 캐슬 호 (HMS Cannarvon Castle)의 선원들이 디셉션섬에 상륙해 아르헨티나 국기를 내리는 조치를 취했다. 제임스 마 중위가 지휘하는 탐험대는 이듬해 1944년 1월 29일 기뢰제거선 HMS 윌리엄 스코스비 호와 피츠로이 호를 타고 포클랜드 제도를 떠났다. 2월에는 디셉션섬의 버려진 노르웨이 포경기지 인근에 영국 기지를 새로 건설함과 동시에 똑같이 아르헨티나 국기를 내리고 영국 국기를 게양하였으며, 2월 11일에는 그레이엄랜드 연안 로크로이항에도 기지를 건설하였다. 이에 앞서 1944년 2월 7일 하적 시도가 실패로 돌아간 것을 감안하여 이듬해 1945년 2월 13일 호프베이에도 기지를 하나 더 세웠다. 이곳에는 우체국과 이정표, 현판 등 영국의 영유권이 미치는 곳임을 알리는 상징물이 세워졌고 기념우표도 발행되었다.

### 종전 직후의 상황

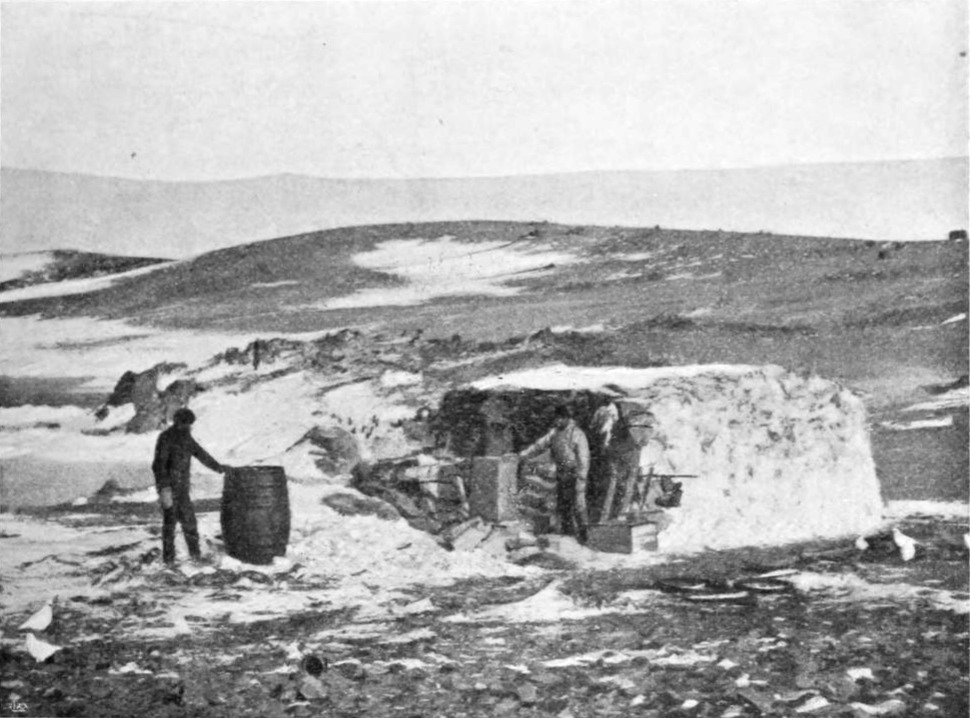
1903년 호프베이에 지어진 오두막. 1952년 남극 역사상 처음으로 총격전이 발생한 무대이기도 하다.

1945년 종전 이후 영국의 남극 기지는 세계 최초의 남극 기반 국립과학기구인 포클랜드 속령 연구원 (Falkland Islands Dependencies Survey)로 이관되어 민간이 관리하게 되었다. 그러나 영국 측의 타바린 작전에 자극받은 칠레도 국가적인 대응에 나서, 1947년~1948년 제1대 칠레 남극 탐험대를 조직하고 가브리엘 곤살레스 비델라 대통령이 남극을 직접 방문하여 기지 개소식에 참석하였다.
영국과 아르헨티나의 마찰은 전후에도 계속되었는데 1948년에는 아르헨티나 해군의 침입을 막기 위해 영국 해군 군함이 파견되기도 하였다. 1952년에는 남극 역사상 처음으로 양국간에 총격전이 벌어지는 사건이 있었다. 호프베이의 영국 기지 'D'에 있던 아르헨티나 에스페란사 기지 탐사대원들이 존 비스코호에서 보급품을 내리던 영국 남극 연구원 소속 대원들의 머리 너머로 기관총을 발사한 사건이었다. 아르헨티나 외무부는 당시 오해가 빚어져 현지 군사령관이 월권 행위를 저지르게 되었다며 사과 입장을 표명하였다.
한편 미국은 제2차 세계 대전을 전후로 남국 대륙에 정치적인 관심을 갖게 되었다. 1939년~1941년 미국 정부가 후원하고 민간 기부를 추가로 지원받아 운영된 미국 남극부문 탐사대 (United States Antarctic Service Expedition)이 처음 조직되었다. 프랭클린 D. 루스벨트 미 대통령이 밝힌 탐험대의 목표는 남극 내에 기지를 두 곳 세우는 것으로로, 남극 동부 샤콧섬 인근에 한 곳, 서부 에드워드 7세 반도 인근에 한 곳을 설정하였다. 이들 기지는 2년간 성공적으로 운영되었으나, 국제적 긴장 고조로 철수하는 것이 좋다는 판단 하에 운영을 마쳤다. 전쟁 직후 미국은 지정학적 동기에 따라 남극에 대한 관심을 이어갔다. 미국은 1946년~1947년 하이점프 작전을 실시, 담당 지휘관으로 리처드 E. 버드 주니어 미 해군 제독을 임명하고 병력 4,700여명과 함정 13척, 항공기 등을 동원하였다. 하이점프 작전의 주요 임무는 남극 연구기지 '리틀 아메리카 4호'를 건설하는 것으로, 혹독한 환경에서의 병력 훈련과 장비 테스트, 해당 지역 내 수로·지리·지질·기상·전자파 환경에 대한 기존 지식의 확대를 목표로 삼았다. 이와 더불어 남극에서 가능한 한 넓은 지역을 놓고 미국의 영유권을 확립, 확대한다는 목표도 있었으나, 임무가 완료되기 전부터 공개적으로 부인되었다.

### 국제 조약으로의 귀결

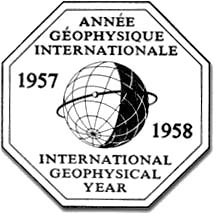
국제 지구물리학의 해 (IGY)는 남극 연구에 대한 국제적 공조 체제를 마련하였으며 1959년 남극조약 체결의 밑거름이 되었다.

1955년 영국은 교착상태를 끝내기 위해 국제사법재판소에 영국, 아르헨티나, 칠레의 남극 영유권 주장에 대한 판결을 내려달라고 제소하였다. 그러나 영국 측의 제소에 아르헨티나와 칠레가 중재 절차에 응하는 것을 거부하면서 실패로 돌아갔다.
이에 앞서 1948년 남극 대륙에 대한 국제 공동통치를 수립하기 위한 협상이 처음 개시되었다. 당시 남극 영유권을 주장하던 영국, 오스트레일리아, 미국, 프랑스, 노르웨이, 칠레, 아르헨티나의 8개국이 참여하였다. 원래의 목적은 소련을 남극 대륙 문제에서 배제시키기 위한 것이었으나, 1950년 소련이 남극에 관심을 표명하고 기존의 영유권 주장 승인을 거절하는 동시에 독자적인 영유권을 주장하면서 급속히 무마되고 말았다.
1957년~1958년 국제 지구물리학의 해 (IGY)를 맞이한 것을 계기로 18개월 동안 남극 과학환경에 대한 집중적인 연구가 이루어지고, 70여개국의 과학기관이 IGY 위원회를 구성하고 국제협력에 나섰는데, 이것이 남극 조약 체제 확립에 중요한 원동력으로 작용하였다.
국제 지구물리학의 해를 전후로 각국은 남극에 대한 관심을 보다 과학적인 측면으로 이끌었다. 영국의 경우 1965년 왕립학회 탐험대가 할리 연구기지를 건설하였고, 1958년 비비안 푹스가 이끄는 영연방 남극 횡단 탐험대가 최초로 남극 대륙의 육로 횡단에 성공하였다. 비슷한 시기 일본은 해상보안청 소속 쇄빙선 소야 호를 남극 탐사선으로 지정하고 일본 최초의 남극 과학기지로 쇼와 기지를 건설하였다. 프랑스는 아델리랜드의 뒤몽 뒤르빌 기지와 샤르코 기지가 국제 연구에 동참하였으며, 프랑스 해군의 코망당 샤르코 호가 1949년~1950년 9개월 동안 아델리랜드 연안에서 전리층 음향연구를 실시하였다. 미국은 1957년 1월 아문센-스콧 기지를 남극점 바로 위에 건설해 인류 최초로 영구적인 건물을 건립한 사례로 남았다.
마지막으로 남극 대륙에서 군사적 충돌 가능성을 방지하기 위한 남극조약이 1959년 미국, 영국, 소련 등 9개국이 참여한 가운데 체결되었다. 1961년 발효된 이 조약은 남극 대륙을 과학 보존구역으로 지정하고, 과학적 조사의 자유를 보장하며, 남극 대륙에서의 군사적 활동을 금지하는 내용을 담았다. 남극조약은 냉전기에 체결된 최초의 군축 협약으로 기록되었다.

## 영유권 주장 목록

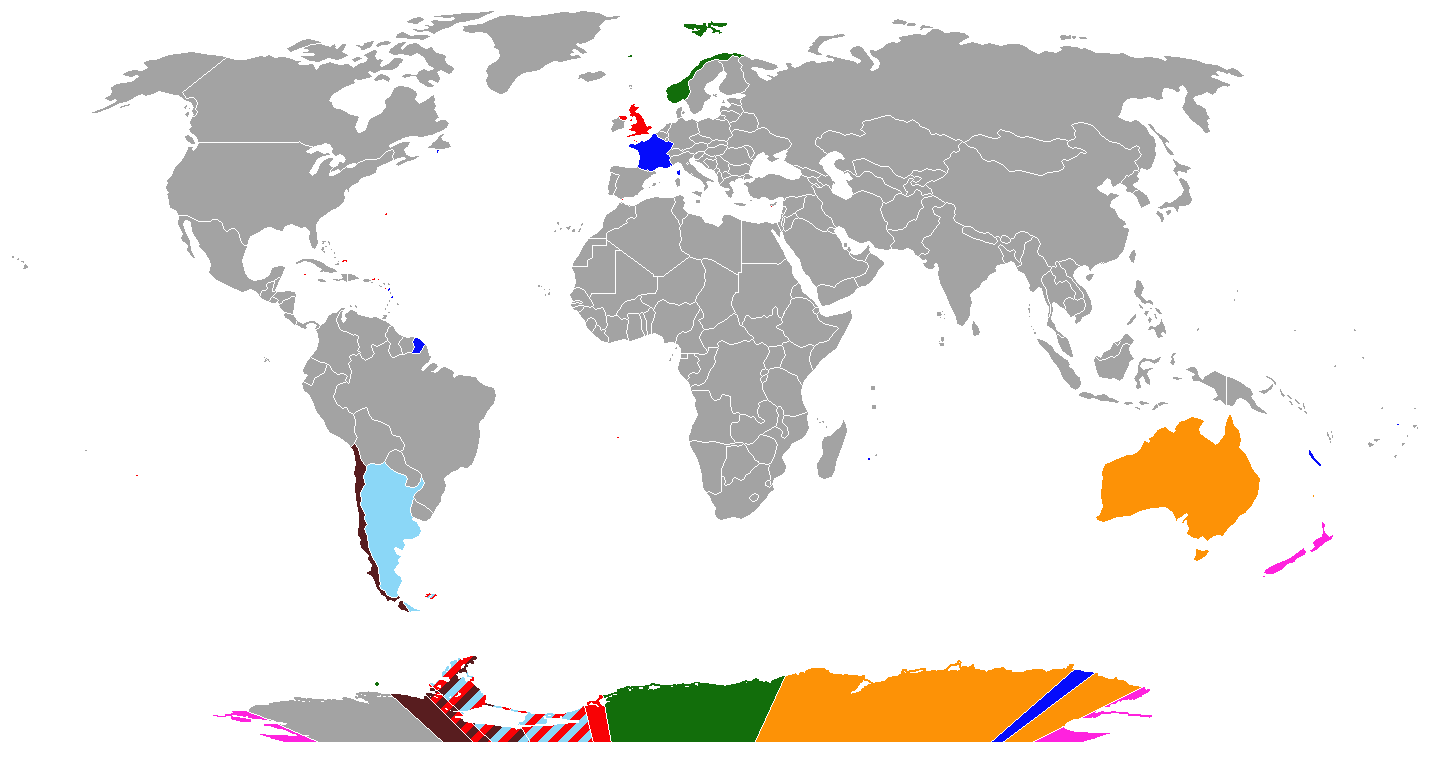
오늘날 국제사회에서 공인된 남극의 영유권 주장 국가를 나타낸 지도

오늘날 공식적인 영유권 주장으로 받아들여지고 있는 사례는 1961년 이전 남위 60도 이남 남극 대륙 영토에 영유권을 주장한 주권국으로 제한되어 있으며, 총 7개국에 달한다. 이들 국가의 영유권 주장 남극 영토 가운데 원주민이 거주하는 곳은 단 한 곳도 존재하지 않는다.
섬으로 한정된 노르웨이의 페테르 1세 섬을 제외한 모든 영토는 남극 대륙을 경도선에 따라 부채꼴로 분할하고 있다. 사우스오크니 제도는 아르헨티나와 영국, 사우스셰틀랜드 제도는 영국, 아르헨티나, 칠레의 영유권 주장 영토에 속해 있다.
영유권을 주장하는 국가들 사이에서 각자의 영유권을 서로 승인해주기도 하였는데 영국, 프랑스, 오스트레일리아, 뉴질랜드, 노르웨이가 이쪽에 속한다. 또 이들의 영유권 주장 영역은 서로 겹치지 않고 있다. 한편 남아프리카 공화국은 남극해를 마주한 국가 가운데에서는 유일하게 남극 영토를 주장하고 있지 않으며, 동시에 모든 국가의 영토 주권도, 영유권 주장도 인정하지 않고 있다.

### 공식적인 주장
| 이름                                | 이름                         | 주장 국가      | 날짜   | 주장 지역 | 주장 지역                                              | 주장 지역                                              |
| ----------------------------------- | ---------------------------- | -------------- | ------ | --------- | ------------------------------------------------------ | ------------------------------------------------------ |
|                                     | 영국령 남극 지역             | 영국           | 1908년 |           | 20°W                                                   | 20°W                                                   |
| (영국의 해외 영토)                  | 80°W                         | 80°W           | 1908년 |           |                                                        |                                                        |
|                                     | 로스 속령                    | 뉴질랜드       | 1923년 |           | 150°W                                                  | 150°W                                                  |
| (뉴질랜드의 속령)                   | 160°E                        | 160°E          | 1923년 |           |                                                        |                                                        |
|                                     | 아델리랜드                   | 프랑스         | 1924년 |           | 142°2′E                                                | 142°2′E                                                |
| (프랑스령 남방 및 남극 지역에 속함) | 136°11′E                     | 136°11′E       | 1924년 |           |                                                        |                                                        |
|                                     | 페테르 1세섬                 | 노르웨이       | 1929년 |           | 남위 68° 50′ 서경 90° 35′  / 남위 68.833° 서경 90.583° | 남위 68° 50′ 서경 90° 35′  / 남위 68.833° 서경 90.583° |
| (노르웨이의 속령)                   |                              | 노르웨이       | 1929년 |           | 남위 68° 50′ 서경 90° 35′  / 남위 68.833° 서경 90.583° | 남위 68° 50′ 서경 90° 35′  / 남위 68.833° 서경 90.583° |
| broder                              | 오스트레일리아령 남극 지역   | 오스트레일리아 | 1933년 |           | 160°E                                                  | 136°11′E                                               |
| broder                              | (오스트레일리아의 해외 영토) | 오스트레일리아 | 1933년 | 142°2′E   | 44°38′E                                                |                                                        |
|                                     | 퀸모드랜드                   | 노르웨이       | 1939년 |           | 44°38′E                                                | 44°38′E                                                |
| (노르웨이의 속령)                   | 20°W                         | 20°W           | 1939년 |           |                                                        |                                                        |
|                                     | 칠레령 남극 지역             | 칠레           | 1940년 |           | 53°W                                                   | 53°W                                                   |
| (칠레 남극 주의 코무나)             | 90°W                         | 90°W           | 1940년 |           |                                                        |                                                        |
|                                     | 아르헨티나령 남극            | 아르헨티나     | 1942년 |           | 25°W                                                   | 25°W                                                   |
| (티에라델푸에고주의 데파르타멘토)   | 74°W                         | 74°W           | 1942년 |           |                                                        |                                                        |

### 서로 중복되는 영유권
| 이름 | 이름              | 주장 국가  | 날짜   | 주장 지역 | 주장 지역 | 주장 지역 |
| ---- | ----------------- | ---------- | ------ | --------- | --------- | --------- |
|      | 영국령 남극 지역  | 영국       | 1908년 |           | 20°W      | 20°W      |
| 80°W | 영국령 남극 지역  | 영국       | 1908년 |           |           |           |
|      | 칠레령 남극 지역  | 칠레       | 1940년 |           | 53°W      | 53°W      |
| 90°W | 칠레령 남극 지역  | 칠레       | 1940년 |           |           |           |
|      | 아르헨티나령 남극 | 아르헨티나 | 1942년 |           | 25°W      | 25°W      |
| 74°W | 아르헨티나령 남극 | 아르헨티나 | 1942년 |           |           |           |

### 비공식적인 주장
| 이름 | 이름            | 주장 국가 | 날짜   | 주장 지역 | 주장 지역 | 주장 지역 |
| ---- | --------------- | --------- | ------ | --------- | --------- | --------- |
|      | 우루과이령 남극 | 우루과이  | 1973년 |           | 0°W       | 0°W       |
| 25°W | 우루과이령 남극 | 우루과이  | 1973년 |           |           |           |
|      | 브라질령 남극   | 브라질    | 1986년 |           | 28°W      | 28°W      |
| 53°W | 브라질령 남극   | 브라질    | 1986년 |           |           |           |

### 영유권 주장이 없는 지역
| 이름  | 이름         | 비영유권 영토 | 비영유권 영토 |
| ----- | ------------ | ------------- | ------------- |
|       | 마리버드랜드 |               | 90°W          |
| 150°W | 마리버드랜드 |               |               |

### 과거의 주장
| 이름 | 이름            | 주장 국가 | 날짜            | 주장 지역 | 주장 지역 |
| ---- | --------------- | --------- | --------------- | --------- | --------- |
|      | 노이슈바벤란트  | 나치 독일 | 1939년 ~ 1945년 |           | 20°E      |
| 10°W | 노이슈바벤란트  | 나치 독일 | 1939년 ~ 1945년 |           |           |
|      | 야마토 유키하라 | 일본 제국 | 1912년 ~ 1946년 |           |           |

### 미래의 영유권 주장
미래에는 또다른 나라가 영유권을 주장할 수도 있다는 의견이 있다. 미국과 러시아 (소련의 계승 국가)는 영유권을 주장했던 적이 있고, 브라질 또한 비공식적으로 서경 53도부터 서경 28도까지 (칠레령이 이들과 중복되는 것처럼) 아르헨티나, 영국령 남극 지역이 중복되는 지역에 대해 영유권을 주장하고 있다. 남아공은 영유권 주장을 하지 않고 있다. 마리버드랜드에는 웨스타티카라는 마이크로네이션이 있다.
우루과이는 남극조약 체결 당시 국제법에 따라 남극에 대한 권리를 보유한다는 선언을 동반하고 있어, 영유권 주장의 여지가 남아 있다.
에콰도르는 1967년 서경 84도 30~서경 95도 30에 달하는 영토의 영유권 주장을 선언한 바 있다. 이 영토는 칠레와 노르웨이의 영유권과 중복된다. 1987년 남극 조약 가입과 함께 영유권 선언도 비준되었다.

## 같이 보기
- 남극 조약
- 남극
- 남극의 역사

### 해설
1. ↑  At the time of the claim, Norway did not validate the sector method of demarcating polar territory. This was in line with Norwegian claims in the Arctic and hence to avoid compromising Norway's position with regard to the former Soviet Union (present-day Russia). In the 2015 Meld. St. No. 32 (2014–2015) 'Norske interesser og politikk i Antarktis' (White Paper No. 32 on Norwegian Interests and Policy in the Antarctica), the Foreign Ministry confirmed that while Norway rejected the sector method of delimiting claims it was not intended create a difference in interpretation of the Norwegian claim in Antarctica. White Paper No. 19 (1939) had stated that the purpose of the annexation was to annex 'land which is currently terra nullius and that only Norwegians have researched and mapped'.